# مسابقات فوتبال غرب آسیا ۲۰۱۴
مسابقات قهرمانی فدراسیون فوتبال غرب آسیا ۲۰۱۳–۲۰۱۴ (با نام قطر ۲۰۱۳) هشتمین دورهٔ مسابقات قهرمانی فوتبال غرب آسیا، یک تورنمنت بین‌المللی برای کشورهای عضو فدراسیون فوتبال غرب آسیا بود. این مسابقات، از ۲۵ دسامبر ۲۰۱۳ تا ۷ ژانویهٔ ۲۰۱۴ به میزبانی قطر برگزار شد و این کشور، برای نخستین بار قهرمان مسابقات شد. قهرمان پیشین این بازی‌ها در سال ۲۰۱۲، سوریه، از عنوان قهرمانی خود دفاع نکرد.

## مکان‌های برگزاری
در اکتبر ۲۰۱۳ اعلام شد که از ۳ محل، جهت برگزاری این بازی‌ها، استفاده خواهد شد. در ۴ دسامبر اما، اعلام شد که ورزشگاه سحیم بن حمد دیگر میزبان این مسابقات، نخواهد بود.
| دوحه                |                          | دوحه |
| ------------------- | ------------------------ | ---- |
| ورزشگاه جاسم بن حمد | ورزشگاه عبدالله بن خلیفه |      |
| ظرفیت: ۱۲۹۴۶        | ظرفیت: ۹۰۰۰              |      |

## قرعه‌کشی
قرعه‌کشی در ۱۱ نوامبر ۲۰۱۳ در دوحه قطر انجام شد. ۹ تیم بر اساس رده‌بندی تیمی، در سه گروه قرار گرفتند. هر گروه شامل سه تیم بود.
شرکت‌کنندگان

- بحرین
- عراق (زیر ۲۳ سال)
- اردن (تیم دوم)
- لبنان (تیم دوم)
- کویت (زیر ۲۲ سال)
- عمان (زیر ۲۲ سال)
- فلسطین
- قطر (میزبان) (تیم دوم)
- عربستان سعودی (زیر ۲۲ سال)

### تیم‌های غایب
- ایران[۵]
- امارات متحدهٔ عربی[۶]
- سوریه
- یمن[۷]

## مرحلهٔ حذفی
|  | نیمه‌نهایی‌       | نیمه‌نهایی‌     |   |               | نهایی         | نهایی |  |
|  |                 |               |   |               |               |       |  |
|  | ۴ ژانویهٔ ۲۰۱۴   |               |   |               |               |       |  |
|  | قطر (وقت اضافه) | ۳             |   |               |               |       |  |
|  | کویت            | ۰             |   |               |               |       |  |
|  |                 |               |   |               |               |       |  |
|  |                 |               |   |               | ۷ ژانویهٔ ۲۰۱۴ |       |  |
|  |                 |               |   |               | قطر           | ۲     |  |
|  |                 | اردن          | ۰ |               |               |       |  |
|  |                 |               |   |               |               |       |  |
|  |                 |               |   |               |               |       |  |
|  |                 |               |   |               | مقام سومی     |       |  |
|  | ۴ ژانویهٔ ۲۰۱۴   | ۴ ژانویهٔ ۲۰۱۴ |   | ۷ ژانویهٔ ۲۰۱۴ | ۷ ژانویهٔ ۲۰۱۴ |       |  |
|  | بحرین           | ۰             |   | کویت          | ۰ (۲)         |       |  |
|  | اردن            | ۱             |   |               | بحرین         | ۰ (۳) |  |

## جوایز فردی بازیکنان
- بهترین بازیکن:  علی اسدالله
- گلزن برتر:  بوعلام خوخی
- بهترین دروازه‌بان:  محمد جعفر